# Impasse de la Poissonnerie
L'impasse de la Poissonnerie est une voie située dans le quartier Saint-Gervais du 4e arrondissement de Paris.

## Situation et accès
Elle débute au no 2 rue de Jarente et se termine en impasse.
L'impasse de la Poissonnerie est desservie à proximité par la ligne 1 à la station Saint-Paul.

## Origine du nom

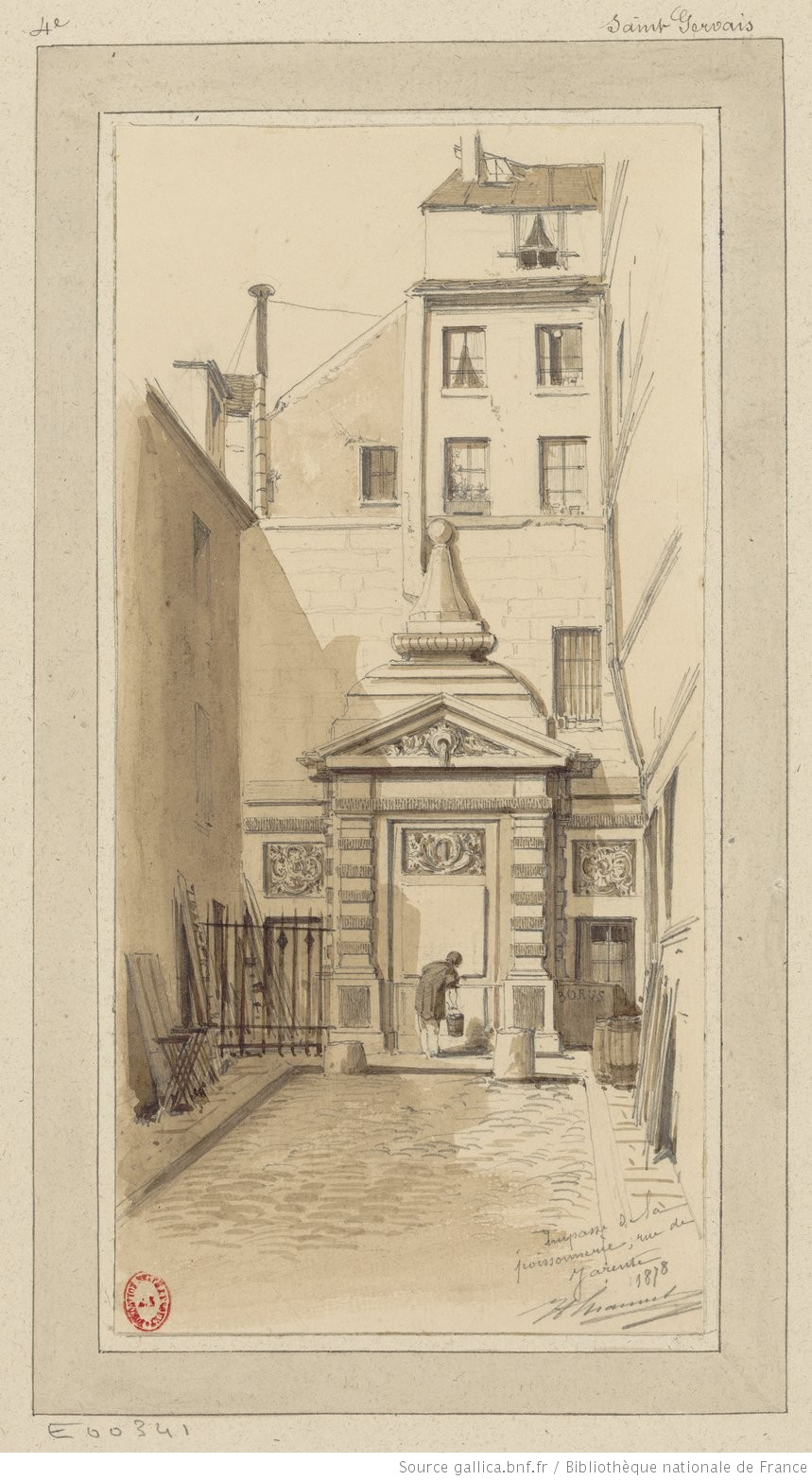
L’impasse vue par Jules-Adolphe Chauvet en 1878.

Elle porte ce nom en raison du voisinage de la poissonnerie du marché Sainte-Catherine.

## Historique
Cette voie est ouverte à la fin du XVIIIe siècle.
Pour des raisons d’hygiène, la poissonnerie était située à l’écart du Marché-Sainte-Catherine, entre l’impasse et la rue de Jarente. Des vestiges subsistent au no 2 de cette rue.

## Bâtiments remarquables et lieux de mémoire
- La fontaine de Jarente